# Herenhuizen van de architect Victor Horta
De herenhuizen van de architect Victor Horta zijn vier herenhuizen in Brussel, België, die zijn ingeschreven op de UNESCO-Werelderfgoedlijst sinds 2000. Alle vier de herenhuizen zijn ontworpen en gebouwd door de Belgische architect Victor Horta (1861-1947), pionier van art nouveau in de jaren 1890. 

## Geschiedenis
Victor Horta werd geboren in Gent in 1861 en woonde enkele jaren in Parijs voordat hij terugkeerde naar België om daar te werken als architect in 1880. Hij boekte snel succes, werkte aan verschillende prestigieuze gebouwen en kreeg een aantal officiële posten, waaronder een positie aan de Vrije Universiteit van Brussel. Vanaf 1892 begon Horta te werken in de nieuwe art nouveau-stijl. In 1893 ontwierp hij Hotel Tassel, dat wordt beschouwd als een van de eerste voorbeelden van art nouveau-architectuur (samen met het Huis Hankar van Paul Hankar, dat in dezelfde periode werd gebouwd). Hij paste dezelfde stijl toe op veel latere gebouwen, waaronder het Hotel Solvay (gebouwd 1895-1900), het Hotel van Eetvelde (1895-1901), en zijn eigen huis en atelier (1898-1901). Onder de architecten die geïnspireerd werden door Horta's werken uit die periode zijn Antoni Gaudí en Hector Guimard.
Tijdens de Eerste Wereldoorlog ging Horta in ballingschap in het Verenigd Koninkrijk en de Verenigde Staten. Na zijn terugkeer in België paste Horta zijn stijlen aan in de gebouwen die volgden, waarbij hij overstapte van art nouveau naar art deco of modernistische stijlen om rekening te houden met de veranderende smaak van de bevolking. Hij stierf op 8 september 1947 en werd begraven op de begraafplaats van Elsene in Brussel.

## Lijst
| Titel                       | Locatie                   | Beschrijving | Afbeelding |
| --------------------------- | ------------------------- | --- | ---------- |
| Hotel Tassel                | Paul-Emile Jansonstraat 6 | Gebouwd in 1892-1893. Wordt beschouwd als een van de eerste voorbeelden van art nouveau-architectuur ter wereld. |            |
| Hotel Solvay                | Louizalaan 224            | Gebouwd van 1895 tot 1900.                                                                                       |            |
| Hotel van Eetvelde          | Palmerstonlaan 2–4        | Gebouwd in 1895 tot 1901.                                                                                        |            |
| Woning en atelier van Horta | Amerikastraat 23–25       | Gebouwd in 1898 tot 1901. Het gebouw huist nu een museum over Horta's leven.                                     |            |

Opmerkelijke overgebleven voorbeelden van Horta's art nouveau-architectuur in België die niet op de UNESCO-lijst staan, zijn Hotel Max Hallet (1903-1906) en Magasins Waucquez (1905-1906), nu het Belgisch Stripcentrum.

## Inschrijving
De UNESCO-commissie erkende de vier herenhuizen in 2000, bij de 24e sessie van de Commissie voor het Werelderfgoed:
De vier grote stadswoningen in Brussel - Hôtel Tassel, Hotel Solvay, Hotel van Eetvelde en Maison Atelier Horta - zijn enkele van de meest opmerkelijke en baanbrekende architectuurwerken van het einde van de 19e eeuw. Ze zijn ontworpen door de architect Victor Horta, een van de eerste initiatiefnemers van de art nouveau. De stilistische revolutie van de woningen kenmerkt zich door hun open ontwerp, de verspreiding van het licht en de briljante verbinding van gebogen decoratielijnen met de gebouwstructuur. De stadswoningen van Horta getuigen van een radicale nieuwe aanpak waarmee ze gelden als grootste uitdrukking van de art nouveau stijl.
De vier huizen werden geselecteerd op basis van hun architecturaal belang, maar ook op basis van hun staat van bewaring.